# Bassem Hawar

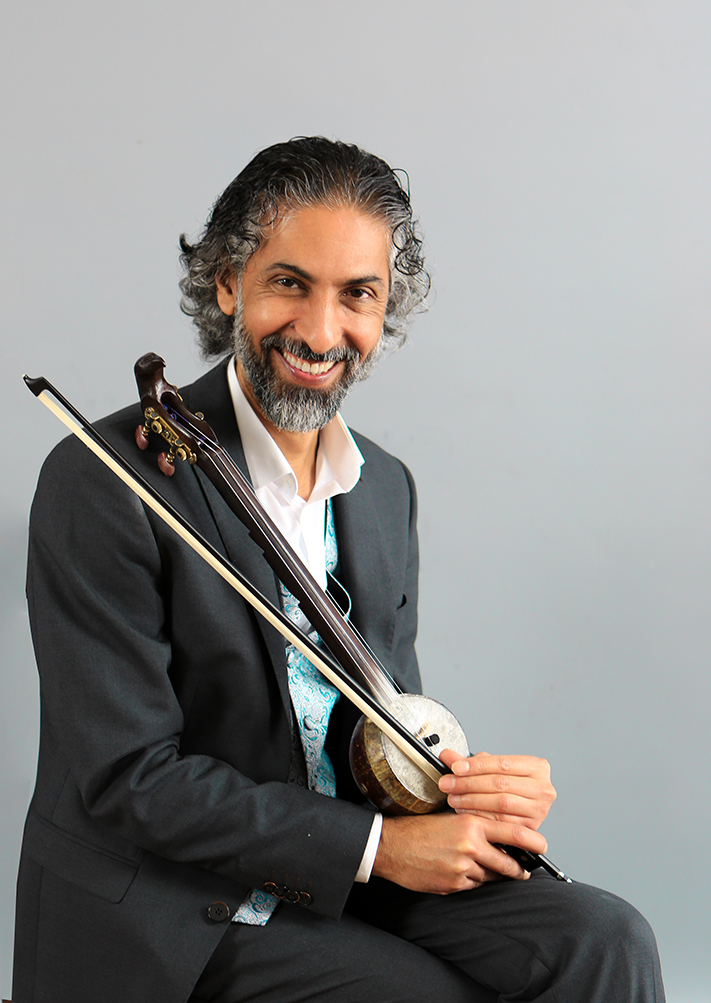
Bassem Hawar (2020)

Bassem Hawar (* 1972 in Bagdad, Irak) ist ein deutsch-irakischer Musiker, Komponist und Instrumentenbauer mit der viersaitigen irakischen Spießgeige Djoze als Hauptinstrument.

## Leben
Hawar studierte ab 1987 am Konservatorium in Bagdad klassische arabische und irakische Musik mit Hauptfach Djoze. An der Universität Bagdad studierte er anschließend ab 1993 außerdem Violine und Musikwissenschaft.
Von 1995 bis 1999 unterrichtete er am Konservatorium und an der Musikschule in Bagdad Djoze, Violine und Musiktheorie. Daneben konzertierte er im Nahen Osten und Europa mit verschiedenen, dem Kulturministerium unterstellten Formationen wie Al Bayariq, Al Nahar al jadid, Babel und dem staatlichen Sinfonieorchester.
Hawar lebt seit 2000 in Deutschland und aktuell in Köln. Seine Lehrtätigkeit setzte er u. a. an der Landesmusikakademie NRW und bei offenen Workshops für orientalische Musik fort. In seinem Unterricht setzt er auch die von ihm selbst entwickelte Notation „Tadween“ ein.

## Wirken
Bassem Hawar hat sich überregional und international in der freien Musikszene etabliert und ist in den Bereichen klassische und traditionelle irakische Musik, klassische arabische Musik, mittelalterliche europäische Musik, Jazz, Flamenco, Weltmusik und Neue Musik aktiv. 
Hawar baut seine Instrumente selbst. Er entwickelte die Djoze weiter, so dass sie für verschiedenste Formen arabischer und europäischer Musik geeignet ist und nicht auf ihren traditionellen Bereich, die irakische Maqam-Musik, begrenzt bleibt. Nach seinem Entwurf werden heute Instrumente auch im Irak als „Bassems Djoze“ gebaut. In seinem Spiel integriert Hawar auch Techniken der europäischen Violine.
Zusammen mit seinem Bruder Saad Mahmood Jawad gründete Hawar die Gruppe Melodic, die weiterhin aktiv ist. Er ist Mitbegründer der Ensembles Lagash und Sidare, mit denen er in zahlreichen europäischen und einigen asiatischen Ländern konzertierte. Weiter folgten Auftritte und Veröffentlichungen mit dem Yuri Honing Trio und dem Baghdad Ensemble. Mit Saad Thamir, Dietmar Fuhr und dem belgischen Pianisten Free Desmyter bildete er das Ensemble Ahoar. Die Zusammenarbeit mit Desmyter setzte sich in verschiedenen weitere Formaten fort.
Modale Musik, deren europäische und arabische Traditionen in der Heptatonik des Mittelalters gemeinsame Wurzeln haben, erkundete Hawar ab 2014 mit Maria Jonas im Ensemble Sanstierce. In ähnlichen musikalischen Bereichen bewegt sich das aktuelle Projekt mit Albrecht Maurer, Crossover Bagdad Köln, und die Arbeit mit Riccardo Delfinos Ensemble Beltatz. Hawar spielte außerdem mit Dietmar Bonnen und Tim O’Dwyer, mit Annette Mayes Ensemble Beyond the Roots, Kosmotronix und dem Trickster Orchestra.
Im Trio Ziryab verbindet Bassem Hawar zusammen mit den Gitarristen Merlin Grote und Ismael Alcalde Elemente aus Flamenco, arabischer und moderner europäischer Musik.
Im von ihm 2018 gegründeten Nouruz Ensemble arbeitet Hawar zusammen mit iranischen und arabischen Musikerkollegen an der Schaffung einer zeitgenössischen orientalischen Kunstmusik, die sich weder an rein traditionellen Formen noch an der ägyptisch geprägten Popmusik orientiert. Das Ensemble wurde für die Saison 2019/20 in das „Förderprogramm Musikkulturen“ des Landes NRW aufgenommen.
Über die Begegnung mit Hawar sagt sein Mitmusiker Kioomars Musayyebi: „Als ich im Iran lebte, hatten wir diesen achtjährigen Krieg mit dem Irak. Und hier in Deutschland war der Iraker Bassem Hawar einer der ersten Musiker, die ich kennengelernt habe. Wir haben viele Stunden geredet und gemerkt, dass wir beide die gleichen Gefühle haben, dass unsere gemeinsame Musik Frieden bringt.“
Hawar trat an so unterschiedlichen Veranstaltungsorten wie der Elbphilharmonie Hamburg, der Kölner Philharmonie, dem Palais des Beaux-Arts Brüssel Concertgebouw Brügge der Alten Oper Frankfurt am Main, der Friedenskirche Köln-Ehrenfeld, dem Sounds Jazz Club Brüssel und auf Festivals wie der RuhrTriennale oder dem early music festival in Köln auf.
Zu den internationalen Musikerinnen und Musikern, mit denen Bassem Hawar zusammengearbeitet hat, zählen Ismael Alcalde, Hindol Deb, Riccardo Delfino, Merlin Grote, Saad Mahmoud Jawad, Maria Jonas, Hesen Kanjo, Ibrahim Keivo, Albrecht Maurer, Lucia Mense, Mahan Mirarab,  Tobias Nass, Reza Samani, Dominik Schneider, Golnar Shahyar, Saad Thamir, Josh Turnbull, Rageed William und Rita William.

## Preise und Auszeichnungen
Beim Creole – Global Music Contest erhielt die Gruppe Ahoar 2006 den 1. Preis auf Landesebene (NRW) und im folgenden Jahr auf Bundesebene. 2020 wurde Hawar mit dem WDR Jazzpreis in der Kategorie „Musikkulturen“ ausgezeichnet.
Das Album Prima Materia – Al-Rahem Al-Aoual des Nouruz Ensemble (zusammen mit Sanstierce und Ars Choralis Coeln) nach Melodien der Hildegard von Bingen erhielt 2023 den Vierteljahrespreis der Deutschen Schallplattenkritik in der Kategorie „Traditionelle ethnische Musik“.

## Diskografie (Auswahl)
- The Yuri Honing Trio – Orient Express (Jazz in Motion 2002)[48]
- Baghdad Ensemble – Music from Mesopotamia (Pan Records 2005)[49]
- Ahoar – Between Rivers (Heaven & Earth 2007)[50]
- Aida Nadeem – Beyond Destruction (Uruk 2010)[51]
- Dietmar Bonnen – Lunyala (Obst 2012)[52]
- Dietmar Bonnen – Résistance (Obst 2013)[53]
- Sanstierce – Nostre Dame (Talaton 2016)[54]
- Dietmar Bonnen – Palmyra (Obst 2016)[55]
- Tim O’Dwyer – The Fold (Köln Project) (Leo Records 2016)[56]
- Nouruz Ensemble – Goldener Flügel (2018)[57]
- Free Desmyter, Bassem Hawar – The Takenouchi Documents (W.E.R.F. 2019)[58]
- Bassem Hawar, Albrecht Maurer – Crossover Bagdad Köln (Nemu 2019)[59]
- Dietmar Bonnen – Fries (Obst 2019)[60]
- Beltatz – Taobabel (2020)[61][62]
- Kioomars Musayyebi – A Voice Keeps Calling Me (2021)[63]
- Reza Samani – Encounters (2021)[64]
- Nouruz Ensemble, Sanstierce, Ars Choralis Coeln – Prima Materia / Al-Rahem Al-Aoual (Heaven on Earth 2022)[47]